# Norgesmesterskapet 1911
La Norgesmesterskapet 1911 di calcio fu la 10ª edizione del torneo. Terminò l'8 ottobre 1911, con la vittoria del Lyn Oslo sullo Urædd per 5-2. Fu il quarto titolo nella storia del club, che giunse consecutivamente agli altri tre.

## Risultati

### Primo turno
| Squadra 1 | Risultato | Squadra 2   |
| --------- | --------- | ----------- |
| Drafn     | 0 – 3     | Fredrikstad |

- Il resto delle squadre ricevettero una wild card.

### Secondo turno
| Squadra 1  | Risultato | Squadra 2   |
| ---------- | --------- | ----------- |
| Gjøvik-Lyn | 0 – 9     | Lyn Oslo    |
| Urædd      | 3 – 2     | Fredrikstad |
| Mercantile | 5 – 0     | Kvik        |
| Bergens    | 4 – 2     | Stavanger   |

### Semifinali
| Squadra 1 | Risultato | Squadra 2  |
| --------- | --------- | ---------- |
| Lyn Oslo  | 3 – 0     | Mercantile |
| Bergens   | 3 – 10    | Urædd      |

### Finale
| Arbitro: | Gelbord |

|                                         |           |           |
| ? 42’ ? 52’ Nysted 55’ (rig.) ? ?’ ? ?’ | Marcatori | ?’ ? ?’ ? |

#### Formazioni
| Lyn Oslo (2-3-5) |  |                           |
|                  |  |                           |
| POR              |  | Reidar Amble Ommundsen    |
| DIF              |  | Paul Due                  |
| DIF              |  | Per Skou                  |
| CEN              |  | Erling Andersen           |
| CEN              |  | Nikolai Ramm Østgaard     |
| CEN              |  | Ragnar Waldrop            |
| ATT              |  | Ragnvald Heyerdahl-Larsen |
| ATT              |  | Kristian Krefting         |
| ATT              |  | Victor Nysted             |
| ATT              |  | Erling Maartmann          |
| ATT              |  | Rolf Maartmann            |

| Urædd (2-3-5) |  |                      |
|               |  |                      |
| POR           |  | Reidar Berg          |
| DIF           |  | Ivan Abrahamsen      |
| DIF           |  | Ralf Ording Helgesen |
| CEN           |  | Emil Olsen           |
| CEN           |  | Conrad Carlsrud      |
| CEN           |  | Lauritz Halvorsen    |
| ATT           |  | Tellef Nilsen        |
| ATT           |  | Michael Isaksen      |
| ATT           |  | Jac. Brynhildsen     |
| ATT           |  | Carl Pedersen        |
| ATT           |  | Sigfred Pedersen     |